# Liste der Kulturdenkmale in Binzen
In der Liste der Kulturdenkmale in Binzen sind die Bau- und Kunstdenkmale der Gemeinde Binzen und ihrer Teilorte verzeichnet. Sie leitet sich aus der Liste des Landesamts für Denkmalpflege Baden-Württemberg, dem „Verzeichnis der unbeweglichen Bau- und Kunstdenkmale und der zu prüfenden Objekte“ ab. Diese Liste wurde 2005 erstellt. Die Teilliste für den Landkreis Lörrach hat den Stand vom September 2009 und verzeichnet 56 unbewegliche Bau- und Kunstdenkmäler.

## Allgemein
- Bild: Zeigt ein ausgewähltes Bild aus Commons, „Weitere Bilder“ verweist auf die Bilder im Medienarchiv Wikimedia Commons.
- Bezeichnung: Nennt den Namen, die Bezeichnung oder die Art des Kulturdenkmals.
- Lage: Straßenname und Hausnummer oder Flurstücknummer des Kulturdenkmals, gegebenenfalls auch den Ortsteil. Die Grundsortierung der Liste erfolgt nach dieser Adresse. Der Link (Karte) führt zu verschiedenen Kartendiensten mit der Position des Kulturdenkmals. Fehlt dieser Link, wurden die Koordinaten noch nicht eingetragen. Sind diese bekannt, können sie über ein Tool mit einer Kartenansicht einfach nachgetragen werden. In dieser Kartenansicht sind Kulturdenkmale ohne Koordinaten mit einem roten bzw. orangen Marker dargestellt und können durch Verschieben auf die richtige Position in der Karte mit Koordinaten versehen werden. Kulturdenkmale ohne Bild sind an einem blauen bzw. roten Marker erkennbar.
- Datierung: Baubeginn, Fertigstellung, Datum der Erstnennung oder grobe zeitliche Einordnung entsprechend des Eintrags in der zuständigen Denkmaldatenbank (Landesamt für Denkmalpflege Baden-Württemberg).
- Beschreibung: Kurzcharakteristik des Kulturdenkmals.

## Kulturdenkmale in Binzen
| Bild           | Bezeichnung                     | Lage                                  | Datierung                           | Beschreibung | ID |
| -------------- | ------------------------------- | ------------------------------------- | ----------------------------------- | --- | -- |
|                | Scheune                         | Am Rathausplatz (Karte)               | 17. Jahrhundert                     | Einzeldenkmal, Zehntscheune aus Bruchstein mit Satteldach, Rundbogentor Geschützt nach § 28 DSchG | BW |
|                | Wohnhaus                        | Am Rathausplatz 2 (Karte)             |                                     | Einzeldenkmal, zweigeschossig auf Kellersockel, Eckquader, rundbogiges Kellertor Geschützt nach § 2 DSchG | BW |
|                | Wohnhaus                        | Am Rathausplatz 3 (Karte)             | 17. Jahrhundert                     | Einzeldenkmal, zweigeschossig mit Krüppelwalmdach Geschützt nach § 2 DSchG | BW |
|                | Brücke                          | Fischinger Straße (Karte)             | 19. Jahrhundert                     | Einzeldenkmal, Gewölbebrücke aus Haustein mit gemauerten Seitenwangen über die Kander Geschützt nach § 2 DSchG | BW |
|                | Brunnen                         | Fischinger Straße (Karte)             | 19. Jahrhundert                     | Einzeldenkmal, Brunnen aus Kalksandstein; am querrechteckigen Trog datiert 1827; quadratischer Stock Geschützt nach § 28 DSchG | BW |
|                | Wohnhaus                        | Fischinger Straße 17 (Karte)          | 17./18. Jahrhundert                 | Einzeldenkmal, Teil eines Gehöfts, zweigeschossig mit Satteldach, Datierung 1772 am Torbogen Geschützt nach § 28 DSchG | BW |
|                | Schmiede                        | Hauptstraße 15 (Karte)                | 19. Jahrhundert                     | Einzeldenkmal, Schmiederaum mit Wandfester und beweglicher Ausstattung, im Erdgeschoss eines erneuerten Hauses Geschützt nach § 2 DSchG | BW |
|                | Gehöft                          | Hauptstraße 20 (Karte)                | 17. Jahrhundert                     | Wohnhaus und Scheune, Kellereingangsbogen mit der Datierung 1642, dreiteiliges gekehltes Gruppenfenster, rückwärtiger Schopfanbau mit Zierfachwerk, Scheune frühes 19. Jahrhundert mit Satteldach und Rundbogenöffnungen, geschwungene Büge, liegende Okuli Geschützt nach § 28 DSchG | BW |
|                | Winkelgehöft                    | Hauptstraße 24 (Karte)                | 17. Jahrhundert                     | Wohnhaus zweigeschossig mit Satteldach und gekehlten Fenstergewänden am Giebel Geschützt nach § 2 DSchG | BW |
|                | Brunnen                         | Hauptstraße 29 (Karte)                | 19. Jahrhundert                     | Einzeldenkmal, mit querrechteckigem, an den Kanten abgerundetem Trog und quadratischem Stock mit Pyramidenbekrönung, am Trog datiert 1837 Geschützt nach § 2 DSchG | BW |
|                | Dreiseitgehöft                  | Hauptstraße 33 (Karte)                | spätes 18. / frühes 19. Jahrhundert | bestehend aus Wohnhaus (zweigeschossig, Satteldach), Scheune und einem weiteren Nebengebäude mit Satteldach Geschützt nach § 2 DSchG | BW |
|                | Gehöft                          | Hauptstraße 38 (Karte)                | 18. Jahrhundert                     | mit Wohnhaus (Türsturz datiert 1773) und Scheune, (Torbogen datiert 1805); Wohnhaus zweigeschossig mit Satteldach, Gewölbekeller. Scheune Geschützt nach § 2 DSchG | BW |
|                | Rat- und Schulhaus Binzen       | Hauptstraße 44, Herbergsweg 9 (Karte) | 1908/1909                           | heute ausschließlich als Rathaus genutzt, Komplex aus mehreren Bauteilen Geschützt nach § 2 DSchG |    |
|                | Scheune                         | Hauptstraße 52 (Karte)                | frühes 19. Jahrhundert              | Einzeldenkmal, mit rundbogigem Tennentor, Satteldach Geschützt nach § 2 DSchG | BW |
|                | Einhaus                         | Hauptstraße 54 (Karte)                | 17. Jahrhundert                     | Einzeldenkmal, mit zweigeschossigem Wohnteil, Ökonomieteil mit durchgehenden Streben Geschützt nach § 2 DSchG | BW |
|                | Scheune                         | Herbergsweg 9 (Karte)                 | 1770                                | Einzeldenkmal, mit Satteldach, rundbogige Tor- und Türöffnungen Geschützt nach § 2 DSchG | BW |
| Weitere Bilder | Pfarrkirche St. Laurentius      | Im Freihof 2 (Karte)                  | 807                                 | mit Kirchhof und Kirchhofmauer, historische Wandfester und beweglicher Ausstattung; Saalbau mit quadratischem Chorturm, 1822–1824 nach Plänen von Friedrich Weinbrenner mit Ausnahme des Turmes neu erbaut. Geschützt nach § 28 DSchG                                                 |    |
|                | Pfarrhaus                       | Im Freihof 3 (Karte)                  | 18. Jahrhundert                     | mit Grünfläche und Einfriedungsmauer, Pfarrhaus zweigeschossig mit Halbwalmdach, erbaut nach Plänen von Pfarrer Ch. Dietrich Bohm Geschützt nach § 28 DSchG | BW |
|                | Gewölbekeller                   | Im Freihof 8a, b (Karte)              | 18./19. Jahrhundert                 | Einzeldenkmal, Geschützt nach § 2 DSchG | BW |
| Weitere Bilder | Binzener Schlösschen            | Im Freihof 13 (Karte)                 | 16. Jahrhundert                     | Einzeldenkmal, dreigeschossiger, mächtiger Baukörper mit Satteldach, Tür- und Fensteröffnungen teilweise gekehlt, bzw. abgefast Geschützt nach § 28 DSchG |    |
|                | Brunnen                         | Im Winkel                             | 19. Jahrhundert                     | Einzeldenkmal, aus Kalksandstein mit querrechteckigem Trog; am Trog datiert 1831 Geschützt nach § 28 DSchG |    |
|                | Wohnhaus                        | Im Winkel 1 (Karte)                   | 17. Jahrhundert                     | Einzeldenkmal, zweigeschossig, das Obergeschoss an einer Traufseite leicht vorkragend, teilweise Fachwerkkonstruktion Geschützt nach § 2 DSchG | BW |
|                | Brunnen                         | Kirchstraße                           | 19. Jahrhundert                     | Einzeldenkmal, aus Kalksandstein mit rundem Trog und quadratischem Stock Geschützt nach § 28 DSchG |    |
|                | Scheune                         | Kirchstraße 7b (Karte)                | frühes 19. Jahrhundert              | Einzeldenkmal, aus Bruchstein mit Satteldach; rundbogige Tor-, Tür und Lüftungsöffnungen Geschützt nach § 2 DSchG | BW |
|                | Gehöft                          | Koppengasse 10, 10a (Karte)           | 18./19. Jahrhundert                 | Einzeldenkmal, Wohnhaus und ehemalige Scheune, letztere heute mit Wohnnutzung, Türsturz datiert 1863 Geschützt nach § 2 DSchG | BW |
|                | Winkelgehöft                    | Koppengasse 29 (Karte)                | 18. Jahrhundert                     | Wohnhaus zweigeschossig mit Satteldach, Türsturz datiert 1786, Scheune mit Satteldach Geschützt nach § 2 DSchG | BW |
|                | Brücke                          | Mühlenstraße (Karte)                  | frühes 19. Jahrhundert              | Einzeldenkmal, Bogenbrücke über die Kander, teilweise aus Haustein, am Wangenansatz mit Wulst Geschützt nach § 2 DSchG | BW |
|                | Wohnhaus                        | Mühlenstraße 2 (Karte)                | 16. Jahrhundert                     | Winkelgehöft, mit Staffelgiebeln, zweigeschossig, Fenstergewände gekehlt | BW |
|                | Brunnen                         | Mühlenstraße 26 (Karte)               | 18. Jahrhundert                     | Einzeldenkmal, aus Sandstein, Trog datiert 1772, Stock datiert 1843 Geschützt nach § 2 DSchG | BW |
|                | Gewann                          | Schlattberg (Karte)                   | 19. Jahrhundert                     | Einzeldenkmal, Weinberghaus, eingeschossig mit Pyramidendach Geschützt nach § 2 DSchG | BW |
|                | Scheune                         | Seilerweg 4 (Karte)                   | 19. Jahrhundert                     | Einzeldenkmal, mit rundbogigen Tür- und Toröffnungen, Scheunentor datiert 1801 Geschützt nach § 2 DSchG | BW |
|                | Ehem. Christliches Gemeindehaus | Seilerweg 8 (Karte)                   | 19. Jahrhundert                     | Einzeldenkmal, heute Wohnhaus, eingeschossig mit Satteldach Geschützt nach § 2 DSchG | BW |
|                | Brunnen                         | Steinbrunnenweg                       | 18. Jahrhundert                     | Einzeldenkmal, mit rechteckigem Trog und kugelbekröntem Stock; am Trog datiert 1756 Geschützt nach § 28 DSchG |    |
|                | Streckgehöft                    | Steinbrunnenweg 1 (Karte)             | spätes 18. /frühes 19. Jahrhundert  | Wohnhaus zweigeschossig mit Satteldach, Scheune mit Rundbogentor (letzteres datiert 1829) Geschützt nach § 2 DSchG | BW |
|                | Brunnen                         | Webergasse 11                         | 19. Jahrhundert                     | Einzeldenkmal, aus Jurakalk; Rechtecktrog mit abgeschrägten Kanten Geschützt nach § 2 DSchG |    |
|                | Anlagen der Westbefestigung     | Westwall                              | 1937                                | Einzeldenkmal, Militärische Befestigungsanlagen des Westwalls und der Luftverteidigungszone West Geschützt nach § 2 DSchG |    |

## Zu prüfende Objekte
Bei folgenden Objekten kann die Denkmaleigenschaft erst nach einer eingehenderen Prüfung endgültig festgestellt oder ausgeschlossen werden. Diese Prüfung erfolgt, wenn am Objekt Veränderungen geplant sind.
| Bild | Bezeichnung                    | Lage                                   | Datierung                 | Beschreibung | ID |
| ---- | ------------------------------ | -------------------------------------- | ------------------------- | --- | -- |
|      | Gehöft                         | Fischinger Straße 1, 3 (Karte)         | 19. Jahrhundert           | Sachgesamtheit, Wohnhaus und ehemaliger Scheune, Scheune mit Rundbogentor, 18. Jahrhundert, Türsturz datiert 1851, Torbogen datiert 1834 | BW |
|      | Eindachhof                     | Fischinger Straße 15 (Karte)           | 1. Hälfte 19. Jahrhundert | Einzeldenkmal, Wohnteil gestelzt, Ökonomieteil mit rundbogigem Scheunentor                                                               | BW |
|      | Gasthaus zum Schwanen          | Hauptstraße 10 (Karte)                 | 18. Jahrhundert           | Einzeldenkmal, winkelförmiger Baukörper mit Halbwalmdach über dem Haupthaus, Bauteil entlang der Hauptstraße mit Rundbogentor            | BW |
|      | Streckgehöft                   | Hauptstraße 21 (Karte)                 | 18. und 19. Jahrhundert   | Sachgesamtheit, gedrungenes Wohnhaus und Scheune aus Bruchstein, Satteldächer                                                            | BW |
|      | Streckgehöft                   | Hauptstraße 31 (Karte)                 | 18. Jahrhundert           | Sachgesamtheit, Streckgehöft aus Wohnhaus und anschließender etwas niedrigerer Scheune                                                   | BW |
|      | Wohnhaus                       | Hauptstraße 32 (Karte)                 | 18. Jahrhundert           | Einzeldenkmal, zweigeschossig mit vergleichsweise hohem Satteldach (rückwärtig abgewalmt)                                                | BW |
|      | Winkelgehöft                   | Hauptstraße 34 (Karte)                 | frühes 20. Jahrhundert    | Sachgesamtheit, Wohnhaus mit anschließender Scheune                                                                                      | BW |
|      | Streckgehöft                   | Hauptstraße 47 (Karte)                 | 18. Jahrhundert           | Sachgesamtheit, Wohnhaus und Scheune | BW |
|      | Wohnhaus mit angebautem Schöpf | Herbergsweg 11 (Karte)                 | 18. Jahrhundert           | Einzeldenkmal, der Schöpf ist eine Holzkonstruktion über Stützen mit geschwungenen Bügen                                                 | BW |
|      | Wohnhaus                       | Im Freihof 11 (Karte)                  | 18. Jahrhundert           | Einzeldenkmal, Wohnhaus auf winkelförmigem Grundriss, Satteldächer                                                                       | BW |
|      | Keller                         | Kirchstraße                            | 19. Jahrhundert           | Einzeldenkmal, Bruchsteinverkleidung mit Rundbogentor                                                                                    |    |
|      | Wohnhaus mit Nebengebäude      | Kirchstraße 2 (Karte)                  | 17./18. Jahrhundert       | Sachgesamtheit, Wohnhaus zweigeschossig auf hohem Kellersockel, Satteldach, kleines Nebengebäuden                                        | BW |
|      | Wohnhaus                       | Kirchstraße 5 (Karte)                  | 16./17. Jahrhundert       | Einzeldenkmal, dreigeschossig mit Satteldach, gekehlte Fenstergewände                                                                    | BW |
|      | Wohnhaus                       | Kirchstraße 9 (Karte)                  | 17. Jahrhundert           | Einzeldenkmal, zweigeschossig, Satteldach, Fenstergewände teilweise gekehlt                                                              | BW |
|      | Winkelgehöft                   | Koppengasse 15 (Karte)                 | 18. Jahrhundert           | Sachgesamtheit, Wohnhaus zweigeschossig auf Kellersockel, Satteldach, Scheune mit Satteldach                                             | BW |
|      | Winkelgehöft                   | Koppengasse 26 (Karte)                 | 18. und 19. Jahrhundert   | Sachgesamtheit, Wohnhaus gestelzt, Scheune jetzt Werkstatt                                                                               | BW |
|      | Mühlengebäude                  | Mühlenstraße 24 (Karte)                | 18. Jahrhundert           | Einzeldenkmal, zweigeschossig, nach Brand 1940/41 wiederaufgebaut                                                                        | BW |
|      | Ehemalige Ölmühle              | Mühlenstraße 100 (Karte)               | 18./19. Jahrhundert       | Einzeldenkmal, heute Gastwirtschaft, zweigeschossig, Satteldach                                                                          | BW |
|      | Wohnhaus                       | Schlossgasse 1, Hauptstraße 39 (Karte) |                           | Einzeldenkmal, zweigeschossig mit Satteldach; 18. Jahrhundert                                                                            | BW |

## Flur- und Kleindenkmale
Flur- oder Kleindenkmale sind, soweit bekannt, bei den einzelnen Teilgemeinden aufgeführt. Ihre systematische Begehung und Dokumentation ist im Rahmen der Ersterfassung nicht möglich und bleibt einem gesonderten Arbeitsschritt vorbehalten. Zur Gattung der Flur- und Kleindenkmale können u. a. beispielsweise Wegekreuze, Bildstöcke, Wegweiser, Ettertafeln oder Gemarkungsgrenzsteine gehören.